# Partit del Renaixement Eslovac
El Partit del Renaixement Eslovac (en eslovac Strana slovenskej obrody, SSO) va ser un partit cristià d'esquerres d'Eslovàquia fundat al 1948 per dissidents del Partit Democràtic que estaven disposats a cooperar amb els comunistes.
El nou SSO va formar part del Front Nacional, aconseguint representació en el parlament, càrrecs en el govern i en altres òrgans durant l'època comunista. Posteriorment, el partit va anar perdent la seva base militant, de 217.000 afiliats al gener de 1948 a un miler en pocs mesos, però va aconseguir mantenir la seva activitat durant les següents dècades, arribant a reviscolar en el context de la Primavera de Praga, tot i que van ser suprimides les corrents internes més reformistes.
Després de la Revolució de vellut, els seus membres van intentar trencar amb el passat dissolent el partit i creant el nou Partit Democràtic, els quals acabarien més endavant fusionant-se en el SDKÚ-DS.

## Resultats electorals
| Any  | Vots                    | %                       | Escons                        | +/-                           |
| ---- | ----------------------- | ----------------------- | ----------------------------- | ----------------------------- |
| 1948 | Dins del Front Nacional | Dins del Front Nacional | 15 / 100                      | Nou                           |
| 1954 | Dins del Front Nacional | Dins del Front Nacional | 8 / 103                       | 7                             |
| 1960 | Dins del Front Nacional | Dins del Front Nacional | 6 / 87                        | 2                             |
| 1964 | Dins del Front Nacional | Dins del Front Nacional | 5 / 92                        | 1                             |
| 1971 | Dins del Front Nacional | Dins del Front Nacional | Sense dades individualitzades | Sense dades individualitzades |
| 1976 | Dins del Front Nacional | Dins del Front Nacional | Sense dades individualitzades | Sense dades individualitzades |
| 1981 | Dins del Front Nacional | Dins del Front Nacional | Sense dades individualitzades | Sense dades individualitzades |
| 1986 | Dins del Front Nacional | Dins del Front Nacional | 7 / 150                       | ?                             |